# التدريب المتقاطع
التدريب المتقاطع (بالإنجليزية: Cross-training)‏ في عمليات الأعمال المعروف أيضا بالمهارات المتعددة يتضمن تدريب الموظفين للتكيف المرن مع جداول الإنتاج المتغيرة.
يرتبط التدريب المتقاطع ارتباطا وثيقا بالتصنيع الخلوي - على سبيل المثال في قسم من كتاب "التدريب المتقاطع في الوحدات الخلوية وخطوط التدفق". يتم مناقشة هذه الارتباطات بشكل أكثر تفصيلا في كتاب للكاتب سوري الذي يتضمن فوائد نشر مصفوفة تدريب في مكان العمل: يتم سرد كل موظف في المنطقة كصف في المصفوفة مع مهارات مختلفة كأعمدة. عندما يتقن الموظف مهارة ما يتم إدخال علامة صح على المصفوفة. يصبح وجود عدة علامات صح مصدرا بصريا للتعرف والفخر من قِبل الموظف.
في بعض الأحيان كوسيلة لتمكين التدريب المتقاطع تعتمد الشركة (ربما كعنصر من عقد مع نقابة العمال) على الأجر المستند إلى المهارات وهو مكافأة مقابل المهارات فعلى سبيل المثال لكل مهارة جديدة يتقنها الموظف يتم زيادة معدل الأجر بمقدار معين مثل 0.50 دولار في الساعة.
شريك وثيق للتدريب المتقاطع هو التناوب في الوظائف. وهذا يعني أنه بالنسبة للموظف المتعدد المهارات للحفاظ على مستوى المهارات فمن الضروري أن يتناوب هذا الموظف بين الوظائف التي تتطلب تلك المهارات - وأن يفعل ذلك بشكل متكرر بما يكفي حتى لا تتدهور المهارات. على سبيل المثال في شركة ساينيكاست في ميلووكي بويسكونسن (إنتاج القوالب الاستثمارية) كانت المشغلات المتدربة متناوبة بين الوظائف كل 4 إلى 6 ساعات.
يمكن أن ينطبق مفهوم التدريب المتقاطع على الموظفين الأماميين أيضا بما في ذلك الفريق الفني والموظفين المهنيين - وفي هذه الحالة يشار إليه بالتدريب المهني المتقاطع.

## المزايا
- يساعد العملاء والزبائن والعملاء في المدى الطويل حيث يتم تمكين الموظفين من الإجابة على أسئلة حول المنظمة بأكملها.
- يتطلب من الموظفين إعادة تقييم أسباب وطرق إنجاز عملهم حيث يتم تحدي الطرق غير الفعالة والتقنيات القديمة والتحول البيروقراطي إذا لم يتم القضاء عليها.
- يزيد الوعي بما يقوم به الأقسام الأخرى.
- يتم تعزيز جدولة الأعمال الروتينية بفضل القدرة على نقل الموظفين في "العملية".
- تحسين التغطية وزيادة المرونة والقدرة على التعامل مع الغيابات غير المتوقعة والطوارئ والمرض، إلخ.
- يمكن أن يزيد من "قابلية التوظيف" للموظفين الذين لديهم فرصة للتدريب في مجالات لم يتم توظيفهم فيها بالأصل.

تشمل المزايا الأخرى:
- زيادة المرونة والتنوع.
- تقدير رأس المال الفكري.
- تحسين الكفاءة الفردية.
- زيادة توحيد وتوحيد وظائف العمل.
- رفع المعنويات.